# Гуменный, Василий Филиппович
Василий Филиппович Гуменный (род. 6 апреля 1957, с. Воронково, Рыбницкий район, Молдавская ССР, СССР) — государственный деятель Приднестровской Молдавской Республики. Министр здравоохранения Приднестровской Молдавской Республики с 11 января 2012 по 24 сентября 2013.

## Биография
Родился 6 апреля 1957 в селе Воронково Рыбницкого района Молдавской ССР, в семье работников колхоза.
С 1975 по 1977 проходил срочную службу в рядах Советской армии. Подполковник медицинской службы запаса. Участник боевых действий по защите Приднестровской Молдавской Республики.

### Образование
С 1979 по 1985 учился в Кишинёвском государственном медицинском институте.
В 2006 окончил факультет права и социальных наук Государственного университета имени Алеко Руссо в городе Бельцы по специальности «юриспруденция».
Имеет высшую квалификационную категорию врача по специальности «травматология-ортопедия».

### Трудовая деятельность
С 1985 по 1986 — проходил интернатуру по специальности «Травматология-ортопедия» в Тираспольской республиканской клинической больнице.
В 1986 был направлен в Рыбницкую центральную республиканскую больницу, где прошёл путь от врача-травматолога до заведующего травматологическим отделением.
С 1995 по 2007 — главный врач Рыбницкой ЦРБ.
С 2007 по 2012 — вновь заведующий травматологическим отделением Рыбницкой ЦРБ.
С 2000 по 2010 — являлся депутатом Рыбницкого городского и районного совета.
С 11 января 2012 по 24 сентября 2013 — министр здравоохранения Приднестровской Молдавской Республики.
С 2013 — вновь заведующий травматологическим отделением Рыбницкой ЦРБ.

### Научная деятельность
Является автором более пятнадцати рационализаторских предложений, ряда научных статей, а также обладателем патента на изобретение.

## Семья
- Женат. Есть дочь и двое внуков.

## Награды
- Орден «За личное мужество»[7]
- Медаль «За трудовую доблесть»[1]
- Медаль «Защитнику Приднестровья»
- Медаль «15 лет Приднестровской Молдавской Республике»
- Медаль «20 лет Приднестровской Молдавской Республике»
- Почётное звание «Отличник здравоохранения Приднестровской Молдавской Республики»
- Грамота Президента Приднестровской Молдавской Республики
- Лауреат Государственного конкурса Приднестровской Молдавской Республики «Человек года-1998»[6]